# پل آیکلمان
پل آیکلمان (انگلیسی: Paul Eichelmann; ۱۱ اکتبر ۱۸۷۹ – ۹ دسامبر ۱۹۳۸) بازیکن فوتبال اهل رایش آلمان بود.
از باشگاه‌هایی که در آن بازی کرده‌است می‌توان به باشگاه فوتبال بلاو-وایس ۹۰ برلین اشاره کرد.
وی همچنین در تیم ملی فوتبال آلمان بازی کرده‌است.

## یادکرد ویکی‌پدیا
- مشارکت‌کنندگان ویکی‌پدیا. «Paul Eichelmann». در دانشنامهٔ ویکی‌پدیای انگلیسی، بازبینی‌شده در ۱۳ آوریل ۲۰۲۲.